# American Line

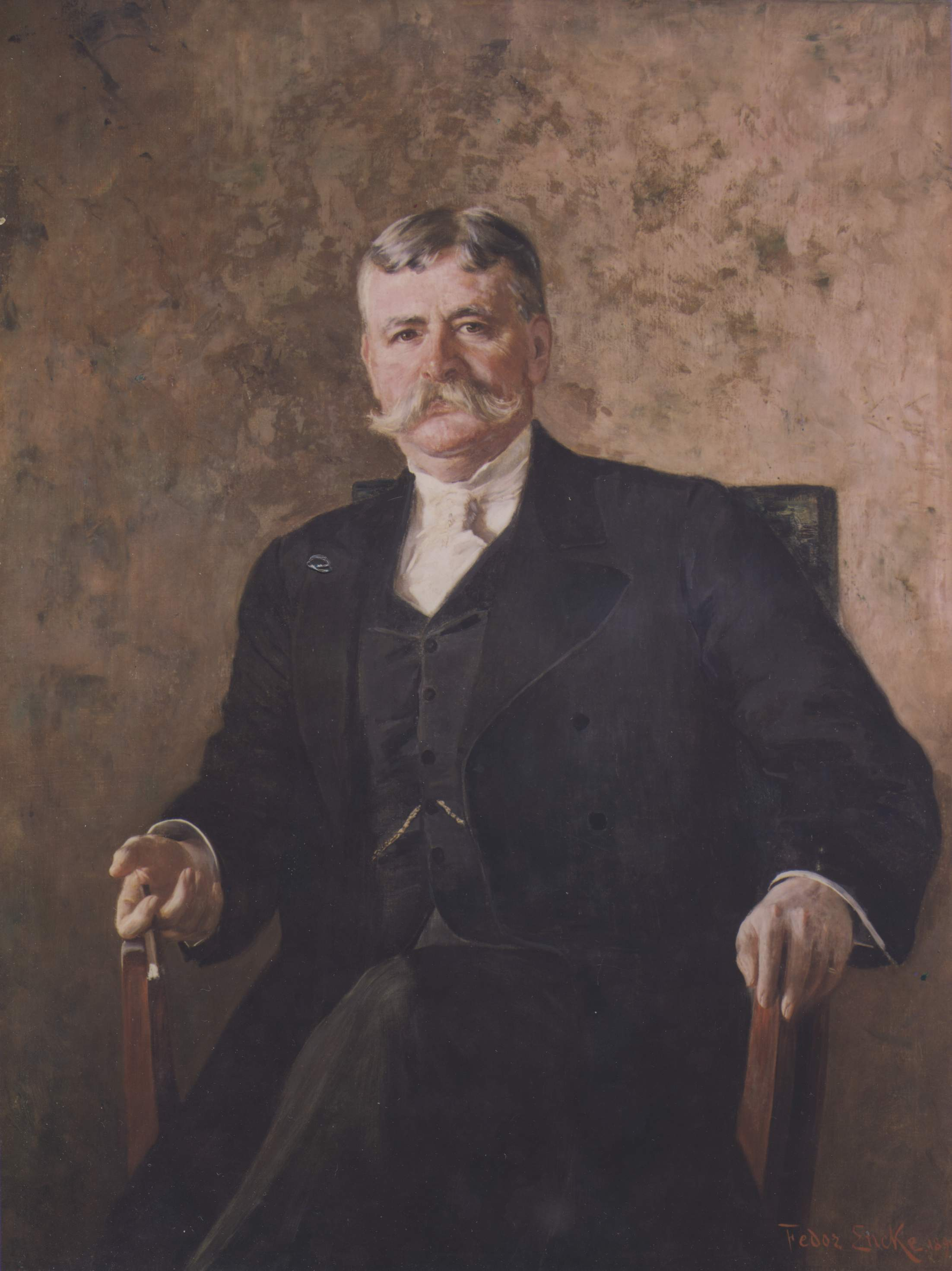
Портрет сера Clement Acton Griscom, написаний у 1899 році художником Fedor Encke (1851—1936), полотно, олія

«American Line» або «American Steamship Company» — пароплавна компанія заснована у 1871 році та базувалася в Філадельфії. Це підприємство почалося як частина компанії Pennsylvania Railroad (Пенсільванська залізниця) і незабаром після заснування стає окремим пароплавним бізнесом. Компанія «American Line» стає більшою після придбання компанії «Inman Line» у 1886 році.
Найбільш відомим президентом компанії був Климент Актон Гріском, який очолював компанію з 1888 по 1902 роки та працював для її повної життєдіяльності як глава компанії входячи до структури виконавчої влади.
У 1902 році це підприємство стає частиною компанії International Navigation Co., яка в цьому ж 1902 році була реорганізована в компанію International Mercantile Marine Company (IMM) і разом з пароплавної компанією «American Line» контролюють перевезення між портами США Філадельфія і Нью-Йорк і британськими портами Ліверпуль і Саутгемптон. Родинна компанія (Sister company) «Red Star Line» займалася перевезеннями між Америкою та Європейським континентом, переважно через порти Антверпену (Бельгія).

## Пароплави компанії
- City of Berlin, у 1895-1898 роках пароплав був відданий під фрахт в компанію «Red Star Line» на 7 рейсів.
- City of New York
- City of Paris (1888 року)
- Haverford, у 1901-1902 роках пароплав був відданий під фрахт в компанію «Red Star Line» на 4 рейси.
- Illinois, у 1886-1897 роках пароплав був відданий під фрахт в компанію «Red Star Line».
- Indiana (1873 року), пароплав був відданий під фрахт в компанію «Red Star Line» у 1889 році.
- Kensington, у 1895-1903 роках пароплав був відданий під фрахт в компанію «Red Star Line».
- Kroonland, куплений у компанії Red Star Line у 1923 році та потім проданий компанії «Panama Pacific Line».
- Pennsylvania, у 1887-1897 роках пароплав був узятий під фрахт «American Line».
- Pittsburgh, у 1925-1926 роках пароплав був відданий під фрахт в компанію «Red Star Line». У 1926 році пароплав проданий компанії RSL і перейменований у Pennland. У 1935 році пароплав проданий компанії «Bernstein Red Star Line» (Гамбург).
- St. Louis (1894 року)
- St. Paul (1895 року)
- Southwark (1895 року), у 1895-1903 роках пароплав був відданий під фрахт в компанію «Red Star Line».